# Sainte-Olle British Cemetery
Sainte-Olle British Cemetery est l'un des trois cimetières militaires de la Première Guerre mondiale situés sur le territoire de la commune de Raillencourt-Sainte-Olle dans le département du Nord. Les deux autres sont Raillencourt Communal Cemetery Extension et Drummond Cemetery, Raillencourt.

## Historique
Sainte-Olle a été repris par le Corps canadien les 28 et 29 septembre 1918, lors de la bataille du Canal du Nord.

## Caractéristique
Le cimetière britannique de St. Olle a été créé par le Corps canadien en octobre 1918. Il y a maintenant près de 97 victimes de la guerre de 1914-1918 commémorées sur ce site, dont une seule non identifiée. Le cimetière couvre une superficie de 495 mètres carrés et est entouré d'un mur de moellons bas.

## Galerie

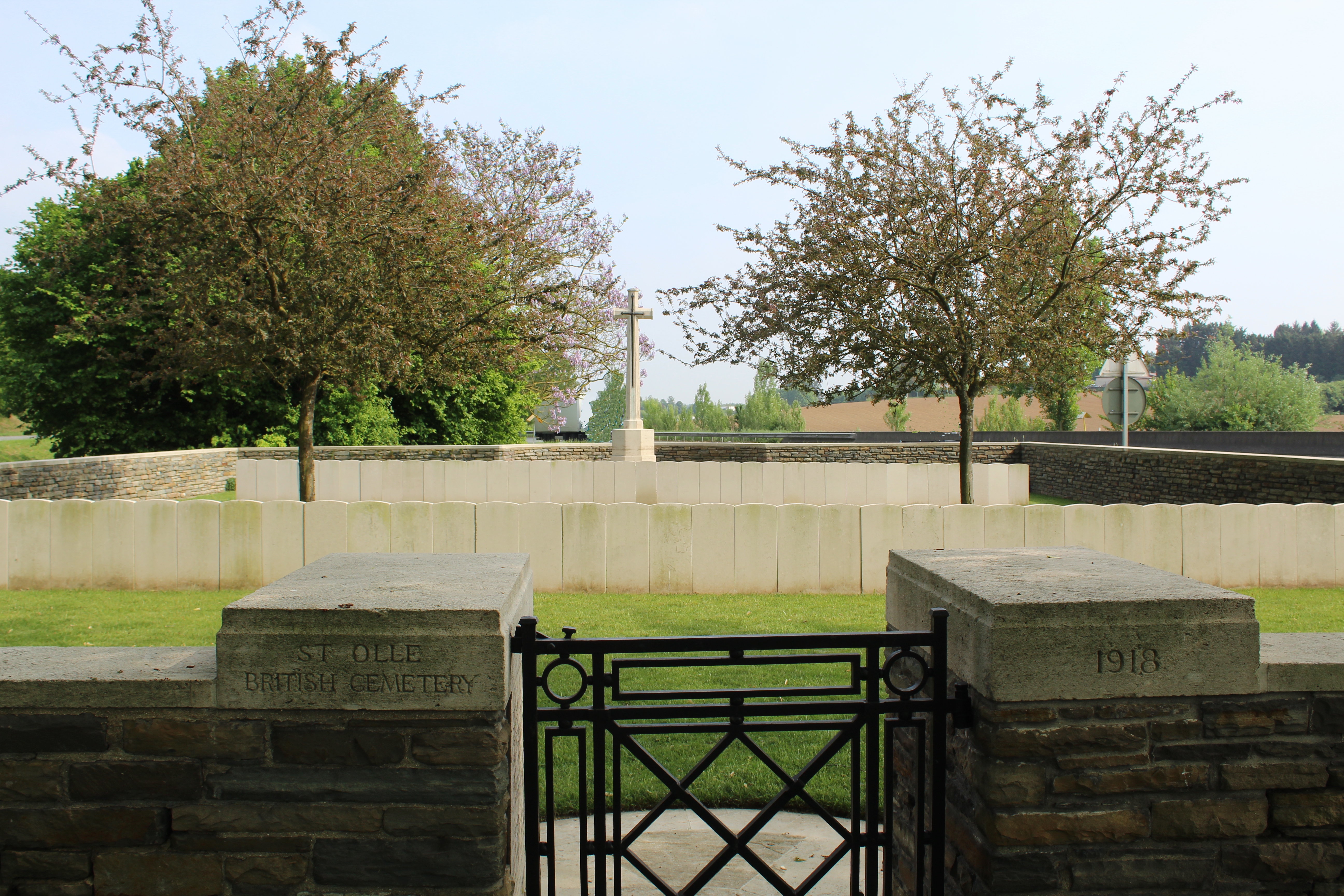
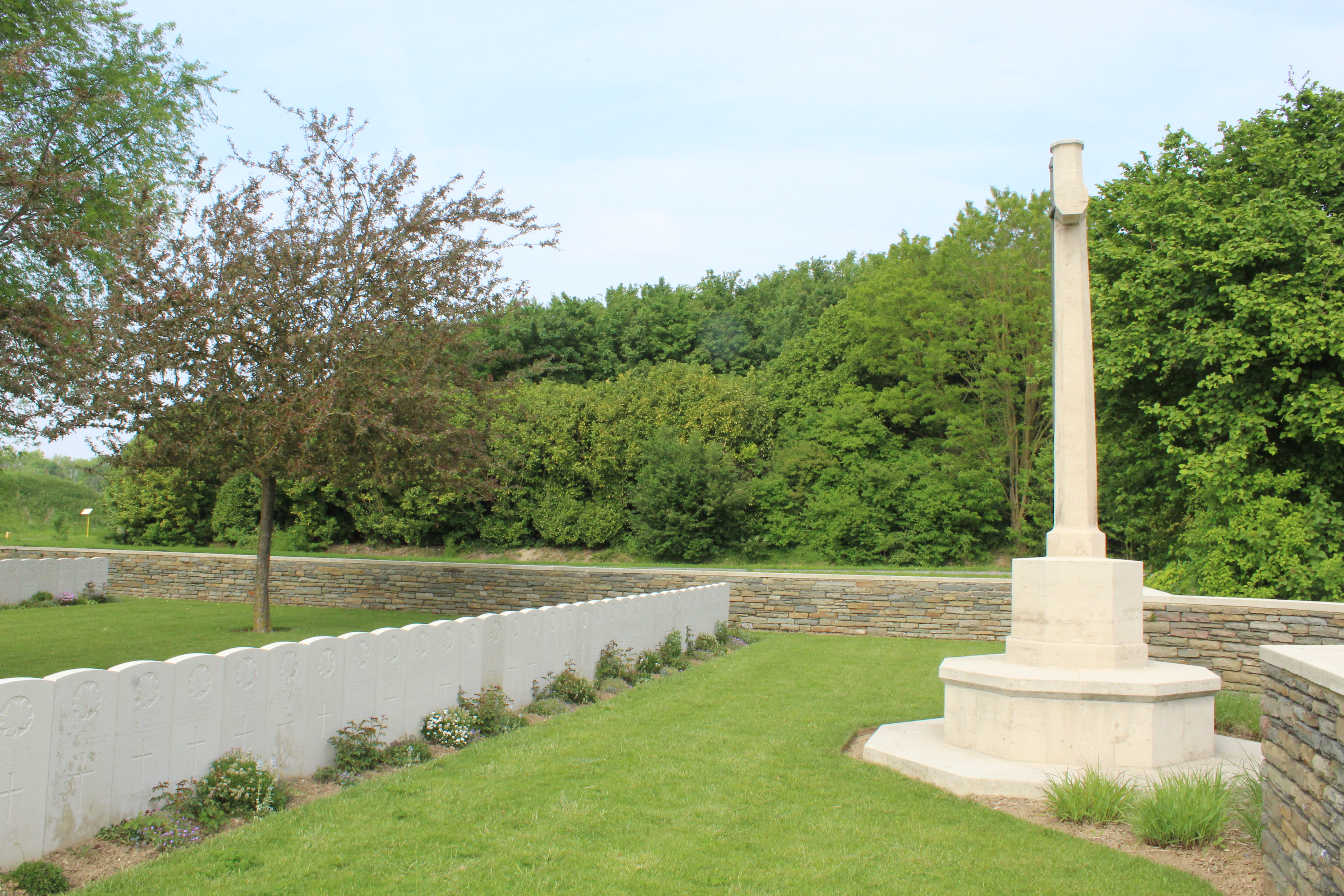
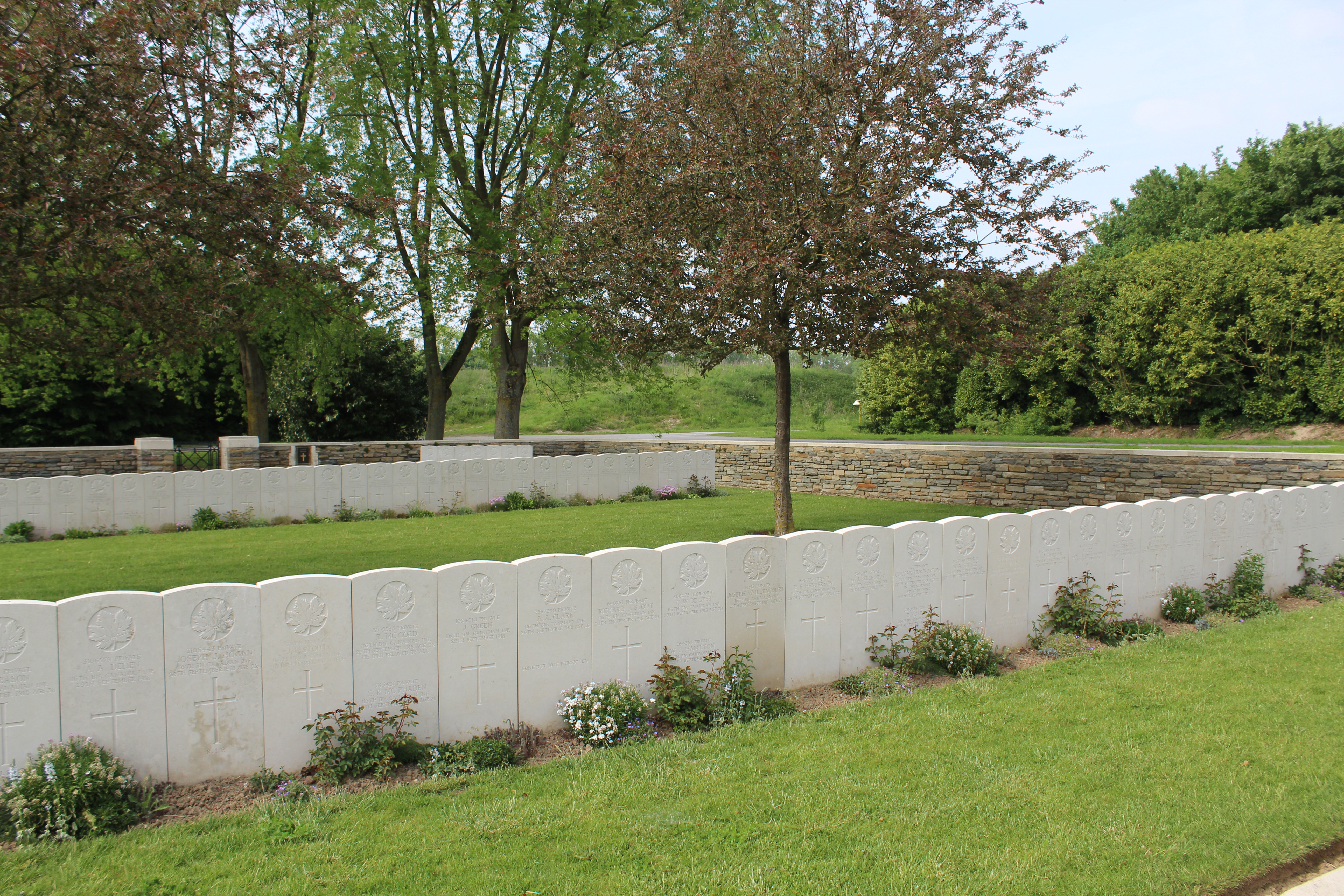
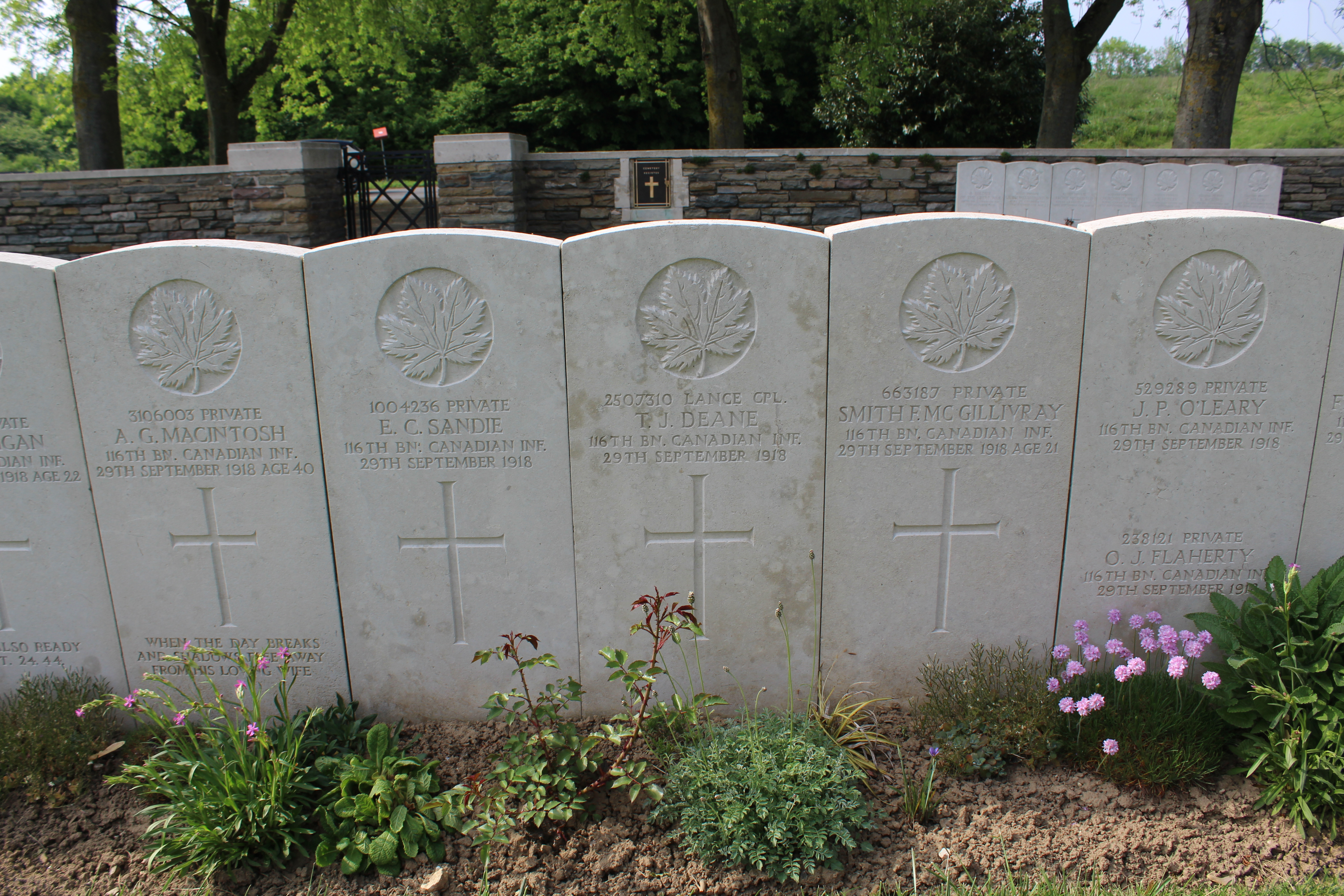

## Sépultures
| Pays        | Sépultures |
| ----------- | ---------- |
| Canada      | 96         |
| Royaume-Uni | 1          |
| Total       | 97         |